# Fleischfarbenes Knabenkraut
Fleischfarbenes Knabenkraut (Dactylorhiza incarnata), seltener auch Steifblättriges Knabenkraut genannt, gehört zur Gattung Knabenkräuter (Dactylorhiza) der Familie der Orchideen (Orchidaceae). Die Art wurde in Deutschland zur Orchidee des Jahres 2015 gewählt.

## Beschreibung

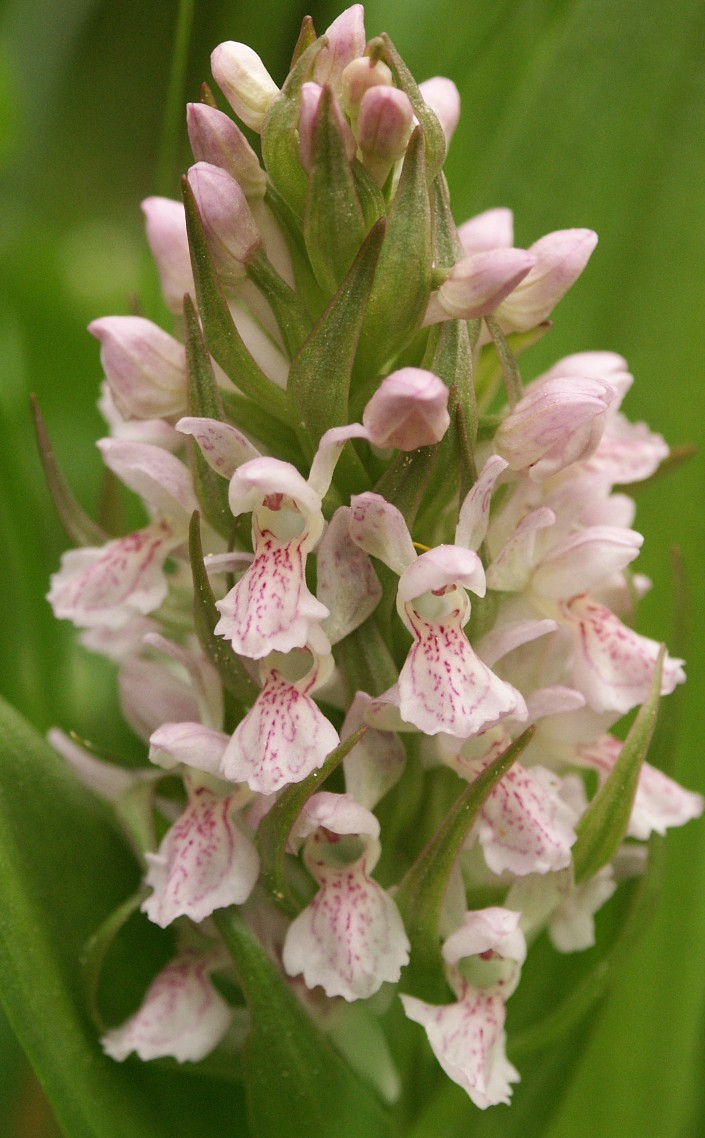
Hellblütige Form des Fleischfarbenes Knabenkraut
(Dactylorhiza incarnata f. rosea)

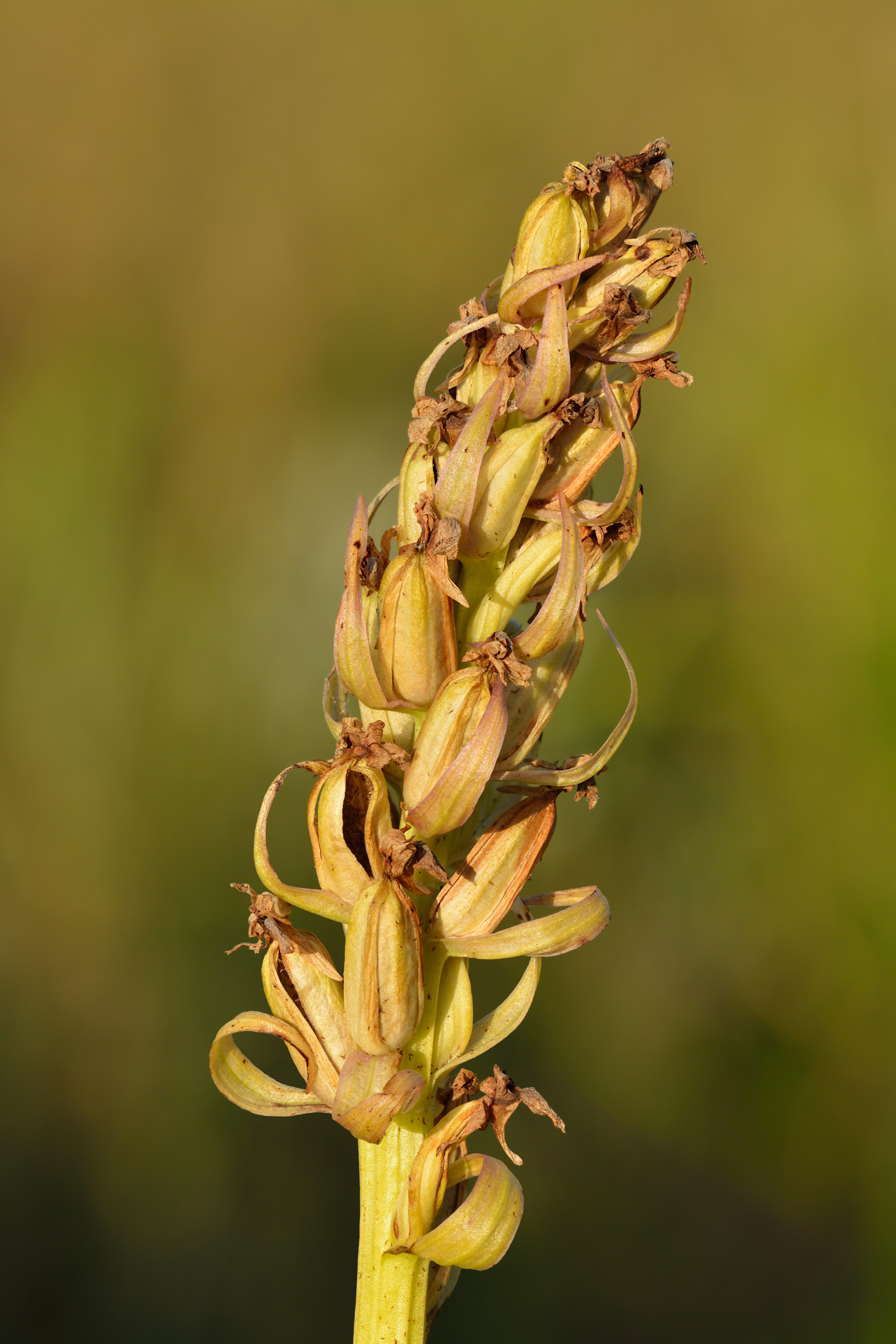
Fruchtstand

Das Fleischfarbene Knabenkraut ist eine ausdauernde krautige Pflanze, die Wuchshöhen von 20 bis 60 cm erreicht. Der Geophyt bildet, wie für die Gattung typisch, handförmig geteilte Knollen als Überdauerungsorgane. Charakteristisch für das Fleischfarbene Knabenkraut ist der kräftige hohle Stängel, der leicht zusammendrückbar und im oberen Teil kantig ist. Die vier bis sieben Laubblätter sind steif aufrecht, seltener zurückgebogen, schmal lanzettlich, hellgrün, bis 20 cm lang, bis 3 cm breit und ungefleckt. Die untersten Blätter sind am breitesten.
Der Blütenstand ist 5 bis 12 cm lang. Die Tragblätter sind länger als die Blüten. Die zygomorphen Blüten sind fleischfarben, gelegentlich auch hellrosa. Die seitlichen Kelchblätter (Sepalen) sind steil aufgerichtet, etwas unter 10 mm lang, etwa 3 mm breit. Die Kronblätter (Petalen) neigen sich zu einem Helm zusammen. Die Lippe weist ein Schleifenmuster auf, seltener ein Punktmuster, und ist 5 bis 8 mm lang, etwa ebenso breit, meist ganzrandig. Die Blüten bilden keinen Nektar aus (Nektartäuschblume). Der Sporn ist bis 10 mm lang und kegelförmig. 
Die mitteleuropäische Blütezeit des Fleischfarbenen Knabenkrauts beginnt Anfang bis Mitte Mai und endet Mitte Juni.
Die Chromosomenzahl beträgt 2n = 40.

## Verbreitung und Vorkommen
Das Verbreitungsgebiet des Fleischfarbenen Knabenkrauts reicht von Europa bis zum nordwestlichen China. In Europa kommt die Art in fast allen Ländern vor und fehlt nur in Belgien, Island, Griechenland, Moldau und im europäischen Teil der Türkei. In Portugal kam sie früher ursprünglich vor.
In Deutschland vorwiegend in Bayern, Baden-Württemberg, Brandenburg und Mecklenburg-Vorpommern, in den anderen Bundesländern selten. Die Art gilt in Deutschland als stark gefährdet (Rote Liste der gefährdeter Arten Deutschlands, Kategorie 2).
In der Schweiz noch verbreitet, nur in Gebieten mit intensiver Nutzung selten oder fehlend.

## Standorte und Verbreitung in Mitteleuropa
Das Fleischfarbene Knabenkraut braucht basenreichen, aber nicht unbedingt kalkreichen, lehmigen Boden, der zumindest zeitweise feucht oder nass sein sollte.
Es besiedelt Sumpfwiesen, Flachmoore sowie nasse und lichte Wälder. Es kommt in Feuchtwiesen und Nieder- sowie Zwischen-Mooren vor und bevorzugt basische Böden. In den Alpen steigt es bis 1500 m auf. 
In den Allgäuer Alpen steigt es bis zu 1320 Metern Meereshöhe auf. In Mitteleuropa ist es allgemein selten, kommt aber an seinen Wuchsorten zuweilen in kleineren, lockeren und individuenarmen Beständen vor. Es kommt in Mitteleuropa besonders in Gesellschaften der Verbände Caricion davallianae oder Calthion vor.
Nach Baumann und Künkele hat die Art in den Alpenländern folgende Höhengrenzen: Deutschland 2-1320 Meter, Frankreich 0-2200 Meter, Schweiz 350-2050 Meter, Liechtenstein 430-580 Meter, Österreich 120-1800 Meter, Italien 12-2100 Meter, Slowenien 50-1490 Meter.

## Naturschutz
Das Fleischfarbene Knabenkraut ist in Deutschland durch die BArtSchV besonders geschützt.
Wie andere Erdorchideen auch ist das Fleischfarbene Knabenkraut in Anhang II des Washingtoner Artenschutzübereinkommens gelistet. Trotzdem werden zur Herstellung von Salep große Mengen der Knollen aus der Natur entnommen und auch innerhalb der EU illegal verkauft. Durch das Ausgraben der Wurzelteile wird die Pflanze zerstört, was teilweise zu Bestandsrückgängen führt.

## Taxonomie und Systematik
Das Fleischfarbene Knabenkraut wurde 1755 durch Carl von Linné in Flora Suecica ed. 2, S. 312 als Orchis incarnata erstveröffentlicht. Die Art wurde 1962 von Károly Rezső Soó von Bere in Nomina Nova Generis Dactylorhiza S. 3 als Dactylorhiza incarnata (L.) Soó in die Gattung Dactylorhiza gestellt. Ein Synonym ist Dactylorchis incarnata (L.) Verm.

### Unterarten

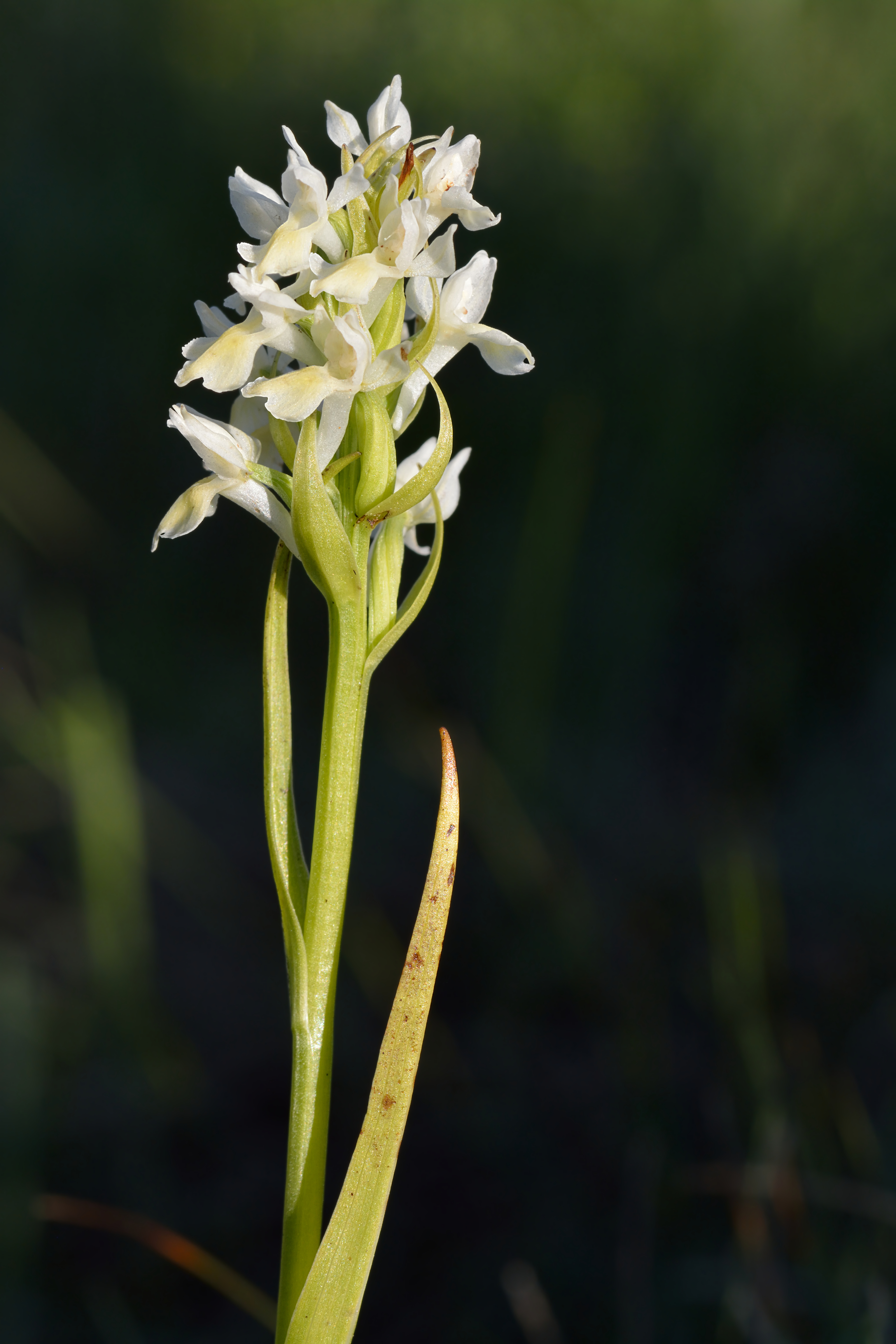
Strohgelbes Knabenkraut (Dactylorhiza incarnata subsp. ochroleuca)

Man kann folgende acht Unterarten unterscheiden:
- Dactylorhiza incarnata subsp. coccinea (Pugsley) Soó: Sie kommt in Großbritannien und in Irland vor.[3]
- Blutrotes Knabenkraut (Dactylorhiza incarnata subsp. cruenta (O.F.Müll.) P.D.Sell, Syn.: Dactylorhiza cruenta (O. F. Müll.) Soó): Es kommt von Europa bis num nordwestlichen China vor.[3]
- Dactylorhiza incarnata subsp. gemmana (Pugsley) P.D.Sell: Sie kommt in Westeuropa vor.[3]
- Dactylorhiza incarnata (L.) Soó subsp. incarnata: Sie kommt von Europa bis Zentralasien vor.[3] Die ökologischen Zeigerwerte nach Landolt et al. 2010 sind in der Schweiz für diese Unterart: Feuchtezahl F = 4+w+ (nass aber stark wechselnd), Lichtzahl L = 4 (hell), Reaktionszahl R = 4 (neutral bis basisch), Temperaturzahl T = 3+ (unter-montan und ober-kollin), Nährstoffzahl N = 2 (nährstoffarm), Kontinentalitätszahl K = 3 (subozeanisch bis subkontinental).[9]
- Dactylorhiza incarnata subsp. jugicrucis Akhalk., R.Lorenz & Mosul.: Sie kommt in Transkaukasien vor.[3]
- Dactylorhiza incarnata subsp. lobelii (Verm.) H.A.Pedersen: Sie kommt in Norwegen, Dänemark und den Niederlanden vor.[3]
- Strohgelbes Knabenkraut (Dactylorhiza incarnata subsp. ochroleuca (Wüstnei ex Boll) P.F.Hunt & Summerh.): Es kommt in Europa vor.[3] Die ökologischen Zeigerwerte nach Landolt et al. 2010 sind in der Schweiz für diese Unterart: Feuchtezahl F = 4+w (nass aber mäßig wechselnd), Lichtzahl L = 4 (hell), Reaktionszahl R = 4 (neutral bis basisch), Temperaturzahl T = 3+ (unter-montan und ober-kollin), Nährstoffzahl N = 2 (nährstoffarm), Kontinentalitätszahl K = 3 (subozeanisch bis subkontinental).[9]
- Dactylorhiza incarnata subsp. pulchella (Druce) Soó: Sie kommt in Europa vor.[3]

### Hybriden

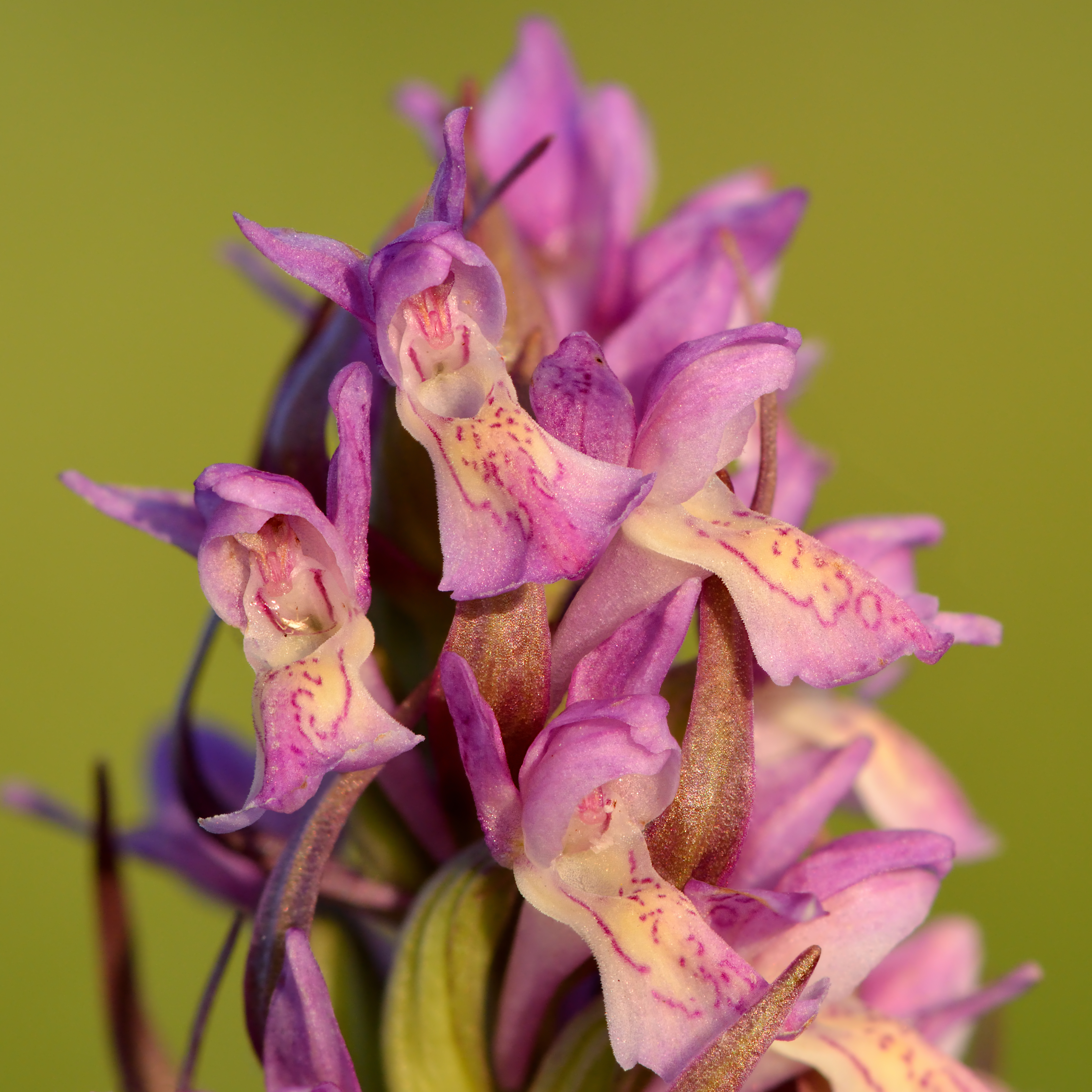
Dactylorhiza incarnata nothosubsp. versicolor

Sehr häufig sind Hybriden mit dem Breitblättrigen Knabenkraut (Dactylorhiza majalis). Weitere Hybriden werden mit dem Holunder-Knabenkraut (Dactylorhiza sambucina), Traunsteiners Knabenkraut (Dactylorhiza traunsteineri) und dem Gefleckten Knabenkraut (Dactylorhiza maculata) gebildet. Diese sind meist schwer zu bestimmen.

## Ökologie
Diese Art ist anspruchsvoller als das Breitblättrige Knabenkraut (Dactylorhiza majalis). Bei Veränderungen des Biotops verschwindet es schneller.